# 代米迪夫卡区

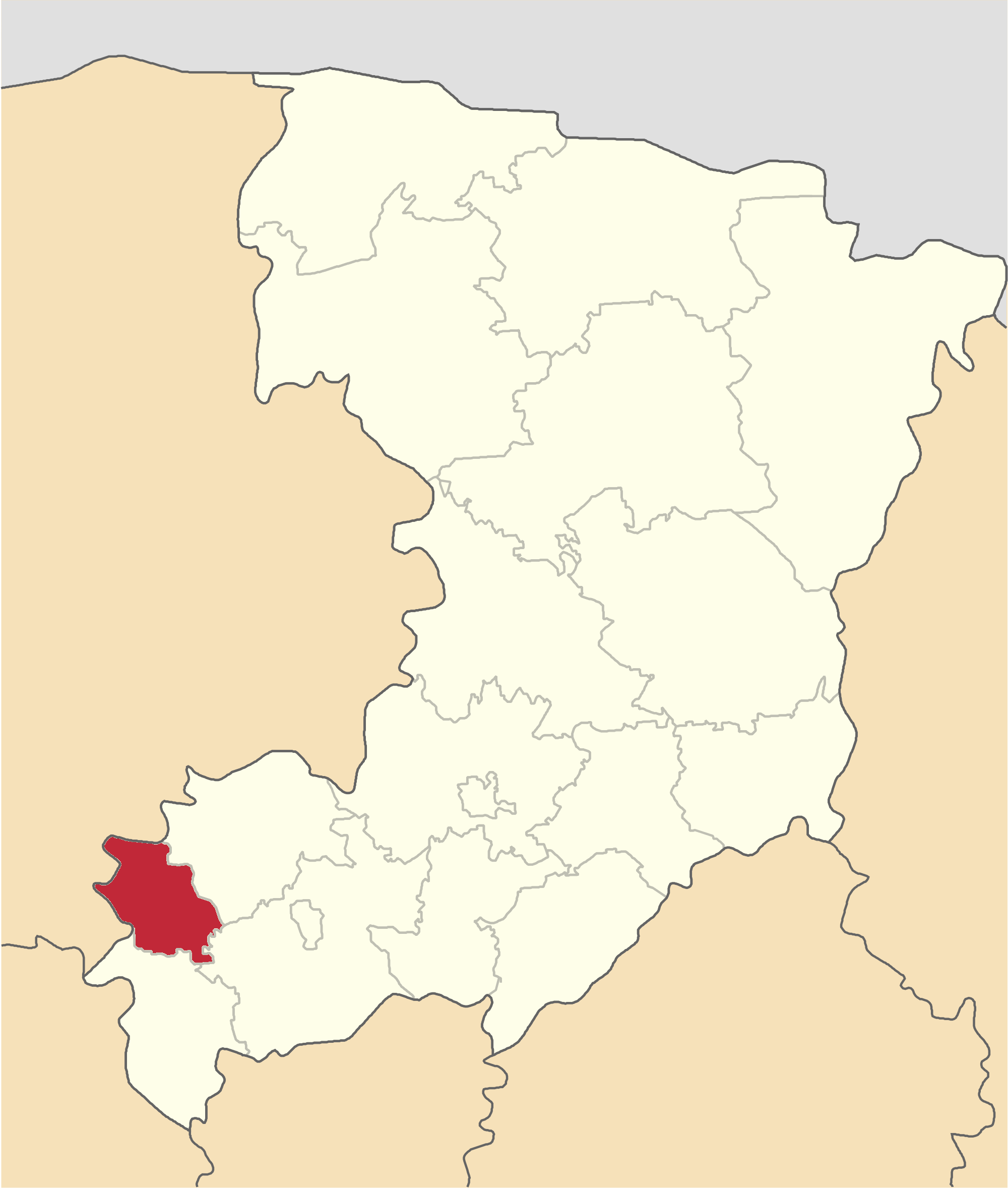
代米迪夫卡区在里夫内州的位置

代米迪夫卡区（烏克蘭語：Демидівський район）是位於烏克蘭西北部羅夫諾州的舊區，行政中心为代米迪夫卡，並於2020年撤銷。該區面積377平方公里，2015年人口14,521，人口密度每平方公里38.52人。